# Jacques Perl
Jacques Perl (* 1. August 1861 in Białystok; † 25. Februar 1933 in Berlin) war ein deutscher Chemiker und Unternehmer, der als Pionier der deutschen Lackindustrie gilt. 

## Herkunft und Ausbildung
Er kam 1861 als Sohn von Salomon David Perl in der Kleinstadt Białystok zur Welt, die damals innerhalb des Russischen Kaiserreiches zum Gouvernement Grodno gehörte. Der Vater führte in Berlin eine „Fabrik für alle Arten Pack-Versand und Export-Kartons, Muster-, Knopf- und Shlipskarten“.
Seine schulische Ausbildung absolvierte Jacques Perl – der jüdischen Glaubens war – zwischen Ostern 1869 und Ostern 1880 in Berlin, vorwiegend am Louisenstädtischen Gymnasium sowie am Sophiengymnasium. An letzterem legte er das Reifezeugnis ab. Anschließend immatrikulierte er sich zum Sommersemester 1880 für ein Studium der Chemie an der Berliner Friedrich-Wilhelms-Universität. Zum Wintersemester 1882/83 wechselte er an die Königliche Universität Greifswald und wurde dort im Mai 1884 mit der Dissertation Ueber einige Thiosulfonsäuren und Sulfinsäuren des Toluols promoviert. 
Zu seinem 70. Geburtstag im August 1931 bescheinigten ihm Gratulanten noch eine „geistige und körperliche Frische“, doch im Februar 1933 starb Perl im Alter von 71 Jahren.

## Berufsleben
Nach seinem Studium war Perl zunächst als Chemiker in verschiedenen Betrieben in Deutschland und England tätig. Im Jahr 1888 erwarb er eine kleine Fabrik im Nordwesten Berlins, in der er anfangs verschiedene Chemikalien – beispielsweise arsenfreie Salzsäure, Chlorzinklauge, kristallisierte Karbolsäure und ähnliches – herstellte. Bald stieg er auch in die Produktion von Lacken ein und die Einführung feiner schnelltrocknender Metall- und Industrielacke auf der Basis von Kollodiumwolle ermöglichte ihm eine Expansion des Betriebes. Er machte in diesem Zusammenhang die Bekanntschaft des in Birmingham tätigen US-amerikanischen Zaponlackexperten Frederick Crane. Beide blieben bis zum Ausbruch des Ersten Weltkrieges enge Geschäftspartner.
Perl galt als „Nestor der deutschen Zaponlack-Industrie“. Als einer der ersten Chemiker erkannte er „mit Weitblick“ in wissenschaftlicher Grundlagenforschung die Bedeutung der damals noch fast unbekannten Zaponlacke und er wurde zu einem der ersten deutschen Fabrikanten, der diese Lacke in großem Maßstab herstellte – tatsächlich verdankte die deutsche Industrie „[im wesentlichen] seiner unermüdlichen, weitschauenden Pionierarbeit [...] die Entwicklung dieser wichtigen Lackart“. Er entwickelte die Zaponlacke hin zu modernen Nitrocelluloselacken weiter, schuf beständig neue Anwendungsarten und Absatzmärkte und unter seiner Leitung entstand aus „kleinsten Anfängen heraus“ eine auf dem Gebiet der Celluloselacke führende „Spezialfabrik von internationalem Ruf“.
Jacques Perl meldete mit seinem Unternehmen zahlreiche Patente an, von denen folgende drei besondere Relevanz hatten: 
1. das sogenannte „Tauchgold-Vernier-Verfahren“ (hierfür wurde er 1896 auf der Berliner Gewerbeausstellung mit einem Ehrenpreis ausgezeichnet)
2. das Verfahren zur Herstellung des besonders während des Ersten Weltkrieges verwendeten Kunstharzes Perlit
3. das Spritzpolierverfahren („Perlpolitur“), das in der Möbelindustrie und anderen Zweigen der holzverarbeitenden Industrie Verwendung fand, „international bahnbrechend gewesen“[2] ist und wesentlich zur „schnellen Fortentwicklung der modernen Nitrozelluloselacke auf allen Gebieten der Industrie“ beigetragen hat.[2]

## Publikationen (Auswahl)
- Ueber einige Thiosulfonsäuren und Sulfinsäuren des Toluols. E. Giese’s Buchdruckerei, 1884, 35 Seiten.
- Ueber einige Thiosulfonsäuren and Sulfinsäuren des Toluols. In: Berichte der Deutschen Chemischen Gesellschaft. Band 18, Heft 1, 1885, Seiten 67–72.